# Линейные крейсера типа «Аляска»
Линейные крейсера типа «Аляска» — тип линейных крейсеров флота США времён Второй мировой войны. В ВМС США классифицировались как «большие крейсеры». Всего построено 2 единицы: «Аляска» (англ. CB-1 Alaska) и «Гуам» (англ. СB-2 Guam). Крейсер «Гавайи» (англ. CB-3 Hawaii) остался недостроенным. «Филиппины» (англ. Philippines), «Пуэрто-Рико» (англ. Puerto Rico), «Самоа» (англ. Samoa) не закладывались, заказ на их строительство был отменён 24 июля 1943 года.

## История создания
С началом Второй мировой войны все международные договоры об ограничении вооружений утратили смысл и теперь адмиралы поспешили воспользоваться возможностью заказывать именно те корабли, которые им были нужны, а не те, которые были позволены договорами. На рассмотрение командования американского флота был представлен целый ряд проектов крейсеров водоизмещением от 6000 до 38 000 тонн. В итоге был принят проект крейсера с 305-мм артиллерией.
На него возлагались задачи истребления японских тяжёлых крейсеров, внушавших большие опасения, а также сопровождение быстроходных авианосных соединений. Отношение к будущим «Аляскам» было неоднозначным, ряд адмиралов выступили противниками столь дорогого и бесполезного, на их взгляд, корабля. Судьбу крейсеров решила поддержка влиятельного адмирала Кинга и особенно президента США Ф. Рузвельта.
19 июля 1940 года Конгресс США принял программу усиления флота, согласно которой, в частности, предполагалось построить 6 крейсеров этого проекта. Поскольку в силу их слабого бронирования и специфического предназначения их было невозможно классифицировать как battlecruisers, они получили ранее не употреблявшееся обозначение «большой крейсер» (англ. large  cruiser, CB). Необычность новых кораблей подчёркивалась и их названиями — если линкоры США именовались в честь штатов, а крейсера в честь городов, то большие крейсера получили названия в честь заморских владений США (в 1940 году Аляска и Гавайи еще не были штатами).

## Конструкция
Максимальная длина корпуса составляла 246,4 м, ширина — 27,7 м, осадка — 9,7 м. Стандартное водоизмещение составляло 29 779 длинных тонн (≈30 249 метрических тонн), а полное — 34 253 дл. т (≈34 803 т).

### Энергетическая установка
Четыре турбозубчатых агрегата (ТЗА) производства General Electric обеспечивали «Аляску» общей мощностью 150 000 л. с., по проекту это должно было обеспечить скорость 33 узла при нормальной нагрузке. В перспективе предполагалась форсировка машинной установки до 180 000 л. с. Каждый ТЗА состоял из турбин высокого и низкого давления, а также одной импульсной турбины заднего хода. Зубчатая передача позволяла снизить число оборотов на валу до 270 (с 4,4—5,3 тыс. об/мин турбины). Винты корабля имели диаметр 4,5 м и вращались на валах диаметром около 500 мм. Внешние винты имели больший шаг, чем внутренние.
Восемь двухтопочных котлов с пароперегревателями были разработаны и изготовлены компанией «Бэбкок-Уилкокс» (англ. Babcock & Wilcox) и обеспечивали температуру до 454° С и рабочее давление пара около 40 атм.
Расположение силовой установки было продиктовано соображениями боевой живучести корабля и соответствовало нормам для крейсеров. В двух машинных отделениях попарно помещались турбины, а в четырёх котельных также попарно были установлены котлы. Подобная схема с разделением турбин и котлов уже прошла испытания в боях на Тихом океане и считалась достаточно надёжной.
«Аляска» имела теоретическую дальность хода в 12 000 миль при экономической скорости 15 узлов, исходя из запаса топлива, который составлял около 3600 т нефти.
Практическая дальность составила 11 350 миль при 15-узловом ходе.
На испытаниях она не смогла развить даже проектную скорость, хотя турбины подверглись форсировке. При водоизмещении на испытаниях 33 148 т и мощности 173 808 л. с. скорость составила 32,72 узла. Без форсировки «Аляска» смогла развить лишь 31,76 узла при 154 846 л. с. и водоизмещении 32 264 т.

### Вооружение
Главным оружием «Аляски» стали новейшие 12-дюймовые пушки Мк-8 с длиной ствола 50 калибров, разработанные специально для линейных крейсеров и принятые на вооружение в 1944 году. Стрельба «супертяжелыми» бронебойными снарядами Mark 18, весившими 517 кг, позволяла орудиям Mark 8 сравняться с более крупными представителями предыдущего поколения корабельной артиллерии по пробиваемости бортовой брони, и превзойти их по пробиваемости бронепалубы. Значительное улучшение дальности стрельбы и массы снаряда, по сравнению с предшественниками, позволило называть Mark 8 «самым мощным орудием этого калибра, стоявшим когда-либо на вооружении». Основной калибр «Аляски» мог эффективно пробивать как бортовую, так и палубную броню вражеских кораблей на всех боевых дистанциях.

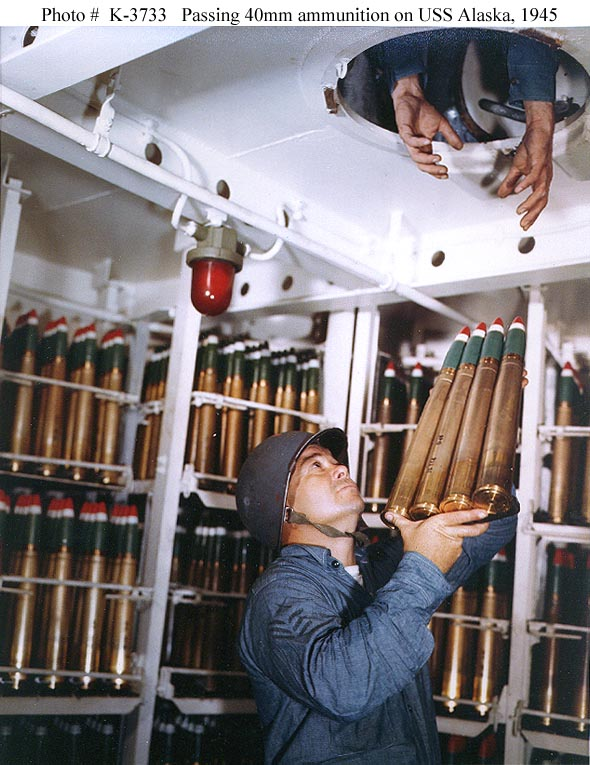
Помощник наводчика передаёт обойму к 40-мм зенитному орудию. Фото сделано 6 марта 1945 года во время Битвы за Иводзиму

12"/50 Mark 8 были установлены тройками в орудийные башни весом от 922 до 934 т. Две башни находились в передней части крейсера и одна на корме, по довольно распространённой схеме «2-A-1». Каждое орудие имело независимую подачу снарядов и зарядов и находилось в отдельной люльке. Горизонтальные углы обстрела башен составляли 300°, максимальные углы склонения и возвышения равнялись −3° и 45° соответственно. Скорость горизонтального наведения орудий составляла всего 5 град./с, и её не могли увеличить даже мощные электромоторы, вот скорость вертикальной наводки была в 2,5 раза выше, что позволяло достигать хорошей скорострельности — 2,4—3 выстрела в минуту.
Функцию вспомогательной артиллерии «Аляске» выполняли шесть пар 127-мм орудий Мк-12, одного из самых известных артиллерийских орудий Второй мировой войны. Это был крейсерский, а не линкорный стандарт. Двухорудийные башни были полностью закрыты, их бронирование в лобовой части и по бокам составляло 25-мм, а сзади и по крыше — 19-мм. Для управления огнём предназначались две системы управления артиллерийским огнём (СУАО) Мк-37.
Автоматическая зенитная артиллерия состояла из четырнадцати счетверённых 40-мм орудий «Бофорс» (Bofors L60) и тридцати четырёх 20-мм автоматических пушек «Эрликон».
Крейсер нёс четыре гидросамолета OS2U Kingfisher или SC Seahawk, для запуска которых в средней части корабля были установлены две паровых катапульты.
В базовый набор электроники крейсера входили: два радара в составе комплексов управления огнём главного калибра и два радара, входивших в состав СУАО 127-мм орудий, а также четырнадцать радаров по числу счетверенных «бофорсов», два радиолокатора для поиска надводных целей и один радар для дальнего обнаружения воздушных целей.

### Броневая защита
Задача создания надлежащей защиты осложнялась пределами выделенного водоизмещения и так и не была решена проектировщиками «Аляски» надлежащим образом. Бронирование крейсера надёжно защищало от 190...203-мм снарядов тяжёлых крейсеров, ограниченно защищало от 283...305-миллиметровых снарядов, но никак не могло спасти корабль от 330...406-миллиметровых снарядов главного калибра линкоров Второй мировой войны.
После Первой мировой войны основным критерием защиты в американском флоте стала зона свободного маневрирования, ограниченная дистанцией, на которой уже не пробивается вертикальная броня, и дистанцией, на которой ещё не пробивается бронепалуба. В американском флоте оценка границ зоны производилась для боя с полностью идентичным кораблём, то есть для собственных орудий корабля. «Зона неуязвимости» «Аляски» от 305-мм орудий Мк 8 была очень узкой — бортовая броня пробивалась на дистанциях до 117 кбт, а палубная — с дистанций от 125 кбт. Однако вероятность обстрела крейсера орудиями Мк 8 была нулевой, а вооружение большинства других крейсеров обладало худшими характеристиками. Для траверзов эта зона становилась чисто символической, поскольку их вертикальная броня пробивалась при нормальных попаданиях до 124 кабельтов.
Бронирование выполнялось по традиционной американской схеме — «Всё или ничего».

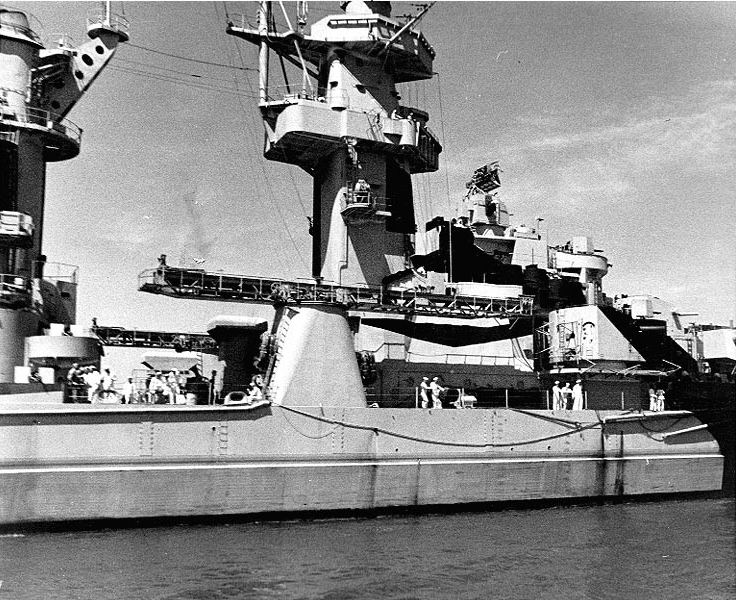
Линейный крейсер «Аляска». Вид на боевую рубку и паровую катапульту для запуска гидросамолётов. 1945 год.

 Толщина броневого пояса «Аляски» составляла 229-мм, утончалась к нижней кромке до 127 мм. Наклон плит 10° делал эту защиту на больших дистанциях эквивалентной примерно 10 дюймам вертикальной брони. Горизонтальное бронирование состояло из трёх броневых палуб. Толщина брони первой палубы равнялась 36 мм, что делало её противоосколочной. Основная защитная функция возлагалась на вторую палубу, которая состояла из двух слоев: первого, 25-мм толщины, одинакового в районе цитадели корабля, и второго, толщиной 71—76 мм в районе машинной установки и усиленного до 83 мм в зоне погребов боеприпасов основного калибра. Третья палуба добавляла в районе машинного отделения и артиллерийских погребов 16 и 19—25 мм соответственно, доводя суммарную горизонтальную защиту машин и котлов до 152 мм, а над погребами — 163—170 мм.
Однако лучше всего на «Аляске» была защищена главная артиллерия: наклонные лобовые плиты башен имели толщину 325 мм, а крыши — 127 мм. «Зона неуязвимости» башен главного калибра находилась в пределах от 75 до 142 кбт, хотя боковые и задние плиты башен, имевшие толщину 152 и 133 мм соответственно, пробивались бы собственными орудиями на всех дистанциях. Толщина кольцевого бронирования барбетов равнялась 279 мм, 305 мм или 330 мм в зависимости от того, куда мог бы попасть снаряд.
Помимо цитадели серьёзную бронезащиту имели боевая рубка и рулевое управление. Приводы рулей были заключены в броневую коробку со стенками толщиной 270 мм и 37-мм траверзами и крышей. Стенки боевой рубки имели толщину 269 мм, крыша — 127 мм и пол — 51 мм. Несмотря на внушительную защиту, «зона неуязвимости» рубки находилась лишь в пределах от 124 до 142 кбт. Бронированная труба со всеми линиями связи командного пункта с постами прикрывалась 229-мм броней, утончавшейся в цитадели корабля до 16 мм.
Остальное местное бронирование было гораздо скромнее: Прибор управления артиллерийским огнём главного калибра был защищён 25-мм листами броневой стали, и все прочие посты управления вне боевой рубки имели схожий уровень защиты — от 16 до 37 мм.
Самым уязвимым местом «Аляски» была подводная защита, которая могла спасти только от близких разрывов бомб и мин. Единственной защитой от подводных взрывов было конструктивное разделение узкого пространства вдоль бортов продольными переборками.
Самая слабая часть подводной защиты находилась в районе кормовой башни — неудачное разделение в этой зоне подводного пространства на отсеки привело к тому, что опрокидывание корабля могло быть вызвано одним попаданием торпеды.

## Служба
- «Аляска» — заложен 17 ноября 1941 года, спущен 15 августа 1943 года, вошёл в строй 17 июня 1944 года.

До начала 1945 года занимался боевой подготовкой вместе с «Гуамом», затем был включен в состав 58-го оперативного соединения (Tactical Forces. 58). Участвовал в операциях по захвату Иводзимы и Окинавы. 18 марта 1945 года добился единственного в своей карьере боевого успеха, сбив 2 японских самолёта. В июле 1945 года безуспешно действовал против японского судоходства в Жёлтом море. После окончания войны входил в состав 7-го флота США. 2 февраля 1947 года был поставлен на консервацию.
- «Гуам» — заложен 2 февраля 1942 года, спущен 12 ноября 1943 года, вошёл в строй 17 сентября 1944 года.

До начала 1945 года занимался боевой подготовкой вместе с «Аляской», затем был включен в состав 58-го оперативного соединения (Tactical Forces. 58). Участвовал в операциях по захвату Иводзимы и Окинавы. 18 марта 1945 года добился единственного в своей карьере боевого успеха, сбив 1 японский самолёт. В июле 1945 года безуспешно действовал против японского судоходства в Жёлтом море. После окончания войны входил в состав 7-го флота США. 2 февраля 1947 года был поставлен на консервацию.
- «Гавайи» — заложен 20 декабря 1943 года, спущен 12 ноября 1945 года, не достраивался.

Строительство было прекращено вскоре после окончания войны при готовности 82,4 %. На корабле уже успели смонтировать 2 из трёх башен главного калибра.

## Оценка проекта
Слишком большие и дорогие для того, чтобы использоваться в качестве крейсеров и слишком слабые и уязвимые для совместных операций с линкорами, к тому же явно запоздавшие с появлением на свет, они, по оценке самих американских специалистов «были самыми бесполезными из больших кораблей, построенных в эпоху Второй мировой войны».
— Кофман В.Л. Суперкрейсера 1939-1945.  «Большие крейсера» типа «Аляска».
| Сравнительные ТТХ линейных крейсеров 1930—1940 гг. |                              |                              |                              |                                           |                              |
|                                                    | «Дюнкерк»                    | «Страсбург»                  | «Шарнхорст»                  | «Кронштадт» (недостроен)                  | «Аляска»                     |
| Государство                                        | Франция                      | Франция                      | Нацистская Германия          | Союз Советских Социалистических Республик | Соединённые Штаты Америки    |
| Полное водоизмещение, т                            | 34 800                       | 36 380                       | 39 000                       | 41 500                                    | 34 800                       |
| Артиллерия главного калибра                        | 2×4 — 330-мм                 | 2×4 — 330-мм                 | 3×3 — 283-мм                 | 3×3 — 305-мм                              | 3×3 — 305-мм                 |
| Противоминные орудия                               | -                            | -                            | 12×150-мм                    | 8×152-мм                                  | -                            |
| Универсальные орудия                               | 16×130-мм                    | 16×130-мм                    | 14×105-мм                    | -                                         | 12×127-мм                    |
| Зенитные орудия                                    | 8-10×37-мм                   | 8-10×37-мм                   | 16×37-мм, 8×20-мм            | 8×100-мм, 28×37-мм                        | 56×40-мм, 34×20-мм           |
| Бортовое бронирование, главный пояс мм             | 225/11,3°                    | 283/11,5°                    | 350/0°                       | 230/6°                                    | 229/10°                      |
| Бронирование палуб, мм                             | 125+40                       | 125+50                       | 50+95                        | 90+30                                     | 36+96                        |
| Бронирование башен ГК, мм                          | 330/150                      | 360/160                      | 360/180                      | 330/150                                   | 325/127                      |
| Энергетическая установка                           | паротурбинная, 111 000 л. с. | паротурбинная, 112 500 л. с. | паротурбинная, 160 000 л. с. | паротурбинная, 201 000 л. с.              | паротурбинная, 150 000 л. с. |
| Максимальная скорость, узлов                       | 31,1                         | 31,0                         | 31,5                         | 33                                        | 32,72                        |

«Аляска», «Кронштадт» и проектировавшиеся немецкие и японские «большие крейсера» заметно уступают как «Дюнкерку», так и «Шарнхорсту». Борьба за лишние 2 узла, стоившая значительного ухудшения других боевых характеристик, оказалась весьма вредной для последнего поколения линейных крейсеров, которые окончательно перестали быть «линейными», то есть кораблями для боя с линкорами. Самым гармоничным проектом является французский «Страсбург», который признавался более сильным даже на основании проводившихся в СССР и США весьма условных тактических игр. Неоправданная слабость броневой защиты «Аляски» бросается в глаза — достаточно сравнить её с бронированием столь же быстроходного «Шарнхорста» или даже более сильно вооруженного «Страсбурга».
| Сравнительные характеристики артиллерии главного калибра линкоров и линейных крейсеров постройки 1930—1940-х годов |                                                                         |              |                           |
| Характеристики | «Шарнхорст»                                                             | «Дюнкерк»    | «Аляска»                  |
| Государство | Красный флаг, в центре которого находится белый круг с чёрной свастикой | Флаг Франции | Соединённые Штаты Америки |
| Тип орудия | 28cmSKC/34                                                              | M1931        | Mark 8                    |
| Калибр, мм | 283                                                                     | 330          | 305                       |
| Масса орудия, т | 53 250                                                                  | 70 535       | 55 273                    |
| Масса бронебойного снаряда, кг                                                                                     | 330                                                                     | 560          | 517                       |
| Масса ВВ в бронебойном снаряде, кг                                                                                 | 7,84                                                                    | 20,3         | 7,9                       |
| Начальная скорость снаряда, м/с                                                                                    | 890                                                                     | 870          | 762                       |
| Максимальная дальность стрельбы, м                                                                                 | 42 747                                                                  | 41 700       | 35 260                    |

Главный недостаток линейных крейсеров типа «Аляска» — недостаточная защита от подводных повреждений. Корабли не имели противоторпедной защиты, которая, помимо нескольких слоев водонепроницаемых отсеков, должна была иметь основную броневую переборку. На «Аляске» переборки подводной защиты выполнялись из тонких листов конструкционной стали, а сам защитный слой имел недостаточную ширину. Корабли уязвимы в районе кормовой башни главного калибра. Этот конструктивный просчёт мог привести к гибели столь большого корабля от единственной торпеды 533 мм, не говоря о 610-мм, состоявшей на вооружении главного противника — Японии. Этот недостаток не является вынужденным, обусловленным лишь размерами крейсера: опыт французов и немцев показал, что при практически таком же водоизмещении можно обеспечить гораздо более солидную защиту от подводных взрывов.